# عالية خلف صالح
عالية خلف صالح أو ام قصي(بالإنجليزية: Aliyah Khalaf Saleh) (من مواليد عام 1956 بمحافظة صلاح الدين، بالعراق) هي ناشطة حقوق إنسان فازت جائزة نساء الشجاعة الدولية في عام 2018.

## حياتها
أنقذت عالية في عام 2014 بعد مجزرة سبايكر الطلاب العراقيين خلف الخطوط، وهرّبتهم إلى برّ الأمان. وفي عام 2015، حصلت على وسام العراق التقديري.

## روابط خارجية
- "Biographies of the Finalists for the 2018 International Women of Courage Awards". U.S. Department of State | Home Page. 9 ديسمبر 1944. مؤرشف من الأصل في 2019-03-27. اطلع عليه بتاريخ 2018-04-03.
- "State Department honors International Women of Courage". UPI. 23 مارس 2018. مؤرشف من الأصل في 2019-01-04. اطلع عليه بتاريخ 2018-04-03.